# 丁朝雄
丁朝雄（？—1794年），字伯宜，為中國清朝武官官員，本籍江蘇通州（今南通）。
丁朝雄行伍出身，乾隆年间自行伍累擢福建台湾水师副将。1786年（乾隆51年）参与镇压台湾林爽文起事，攻破东港。1791年（乾隆56年）奉旨接任奎林擔任台灣鎮總兵。是台灣清治時期此期間，受台灣道制約的台灣地區最高軍事首長。官至海坛镇总兵，摄福建水师提督。1794年（乾隆59年）卒。
| 前任： 奎林 | 台灣鎮總兵 1791年上任 | 繼任： 哈當阿 |

| 前任： 李隆 (清) | 台灣水師協副將 1784年上任 | 繼任： 林光玉 |

## 延伸阅读
[在维基数据编辑]
 《清史稿·卷328》，出自趙爾巽《清史稿》